# أسيتات الكالسيوم
 خلات الكالسيوم  أو أسيتات الكالسيوم مركب كيميائي له الصيغة C4H6O4Ca، ويكون على شكل بلورات بيضاء تسترطب بسرعة. وهو ملح الكالسيوم لحمض الخل.

## الخواص
- انحلالية خلات الكالسيوم في الماء جيدة جداً، ينحل بعض الشيء في الميثانول، لكنه لا ينحل في الإيثانول والأسيتون.
- يكون الأس الهيدروجيني لمحلول 3% من خلات الكالسيوم حوالي 7.5.
- يتفكك مركي خلات الكالسيوم بالتسخين فوق 160°س إلى الأسيتون وكربونات الكالسيوم.

Ca(CH3COO)2 → H3C-CO-CH3 + CaCO3

## التحضير
يحضر خلات الكالسيوم من تفاعل الكالسيوم أو هيدروكسيد الكالسيوم مع حمض الخليك :
CaCO3(s) + 2CH3COOH(aq) → Ca(CH3COO)2(aq) + H2O(l) + CO2(g)
Ca(OH)2(s) + 2CH3COOH(aq) → Ca(CH3COO)2(aq) + 2H2O(l)

## الاستخدامات
- يوجد لمركب خلات الكالسيوم تطبيقات في صباغة النسيج.
- يعد خلات الكالسيوم من بين الإضافات الغذائية له رقم الإي E263.
- يستخدم من ضمن مثبط التآكل.